# Бутырки (городской округ Истра)
Буты́рки — деревня в составе сельского поселения Ядроминское Истринского района Московской области. Население — 57 чел. (2010).
Бутырки расположены в 19 км к западу от райцентра Истра и в 1 км от железнодорожной платформы Курсаковская Рижского направления, на правом берегу реки Молодильня, высота над уровнем моря 201 м.

## История
В XVI—XVIII веках Бутырки входили в состав Скриманова стана Рузского уезда, в 1782—1796 годах — в Воскресенский уезд и затем в Новопетровскую волость Рузского уезда Московской губернии. При советской власти, с 1922 года деревня в составе нового Воскресенского уезда, с 3 июня 1929 года в составе Воскресенского района Московской области.
16 декабря 2001 года, согласно постановлению Губернатора МО № 372-ПГ, в состав деревни включена деревня Овощная.
В деревне жил последние годы актёр Михаил Кононов.

## Население
| 2002 | 2006 | 2010 |
| ---- | ---- | ---- |
| 42   | ↗48  | ↗57  |